# 올드 헨리
올드 헨리(OLD HENRY)는 미국에서 제작된 팟시 폰시롤리 감독의 2021년 스릴러, 서부 영화이다. 팀 블레이크 넬슨 등이 주연으로 출연하였다.

## 출연

### 주연
- 팀 블레이크 넬슨
- 스콧 헤이즈